# Calbitas
calbitas, cálbidas, Banu Calbe (Banu Kalb) ou Calbe ibne Uabara (Kalb ibne Uabara) foram uma tribo árabe. Antes da conquista árabe da Síria nos anos 630, seu território abrangeu boa parte do noroeste da Arábia, as estepes palmirenas, o Samaua (deserto entre Palmira e Eufrates), a planície de Haurã e as colinas de Golã. Um de seus principais centros era a Dumate Aljandal. Envolveram-se nos assuntos tribais nas fronteiras orientais do Império Bizantino desde o século IV e provavelmente eram a tribo de Mavia, a rainha beduína do sul da Síria. No século VI, se tornaram cristãos monofisistas e estavam sob a autoridade militar dos gassânidas, vassalos árabes dos bizantinos.
Durante a vida do profeta islâmico Maomé, vários de seus companheiros íntimos eram calbitas, como Zaíde ibne Harita e Dia Alcalbi, mas a maior parte da tribo ainda era cristã no tempo da morte de Maomé em 632. Formaram laços políticos e conjugais com a família omíada, e foram a principal fonte de poder militar e político no reinado dos califas Moáuia I, Iázide I, Moáuia II e Maruane I. Foi no início do governo omíada que se tornaram os principais beligerantes na longa disputa entre caicitas e iemenitas, sendo a principal tribo dos iemenitas. Sob sua liderança, deram duro golpe aos calbitas na Batalha de Marje Raite, em 684. Até então, os calbitas estavam amplamente concentrados nas estepes ao redor de Homs e Palmira, mas foram expulsos de Samaua no final dos anos 680 pelos caicitas.

## Origens

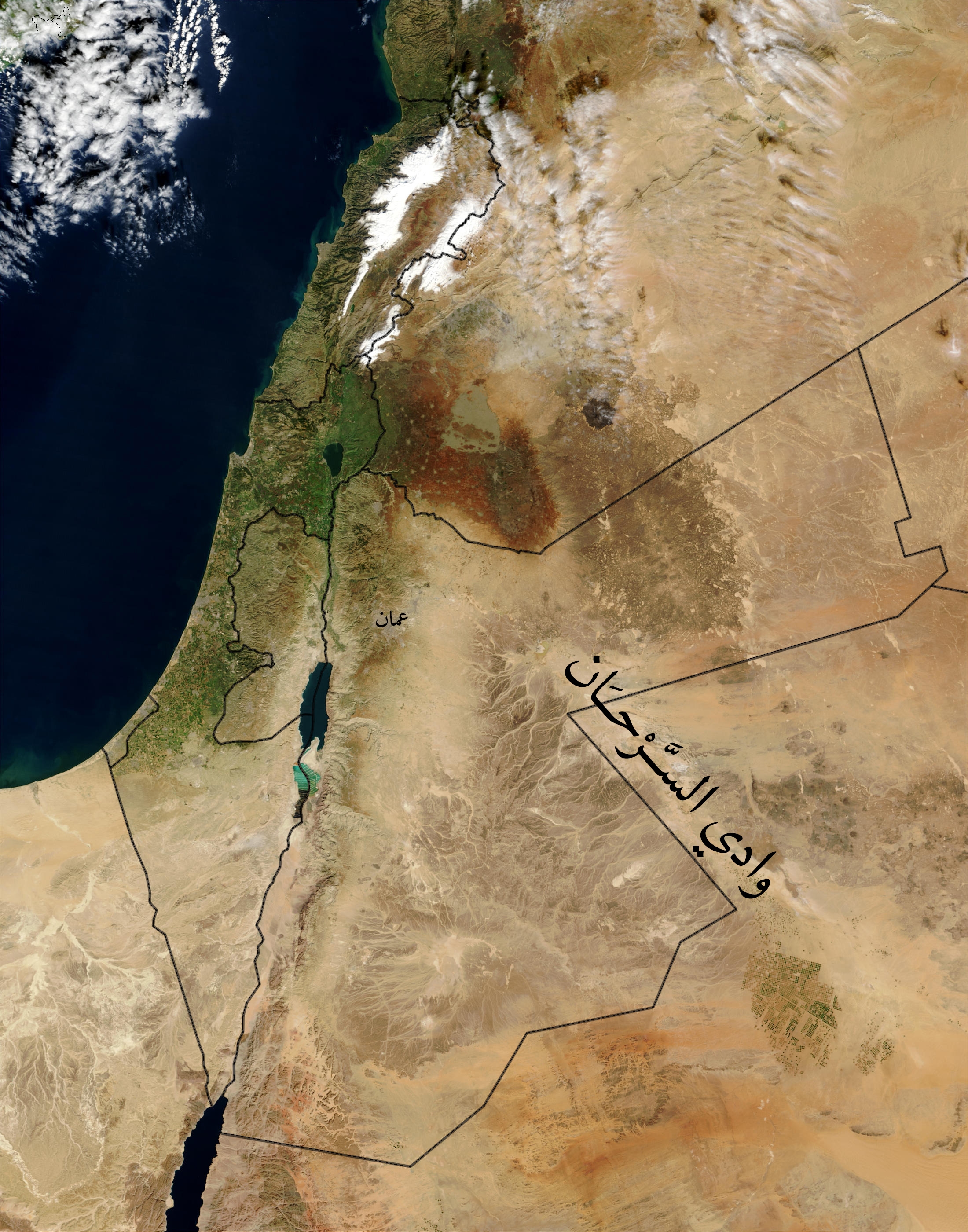
Uádi Sirã sobre a fronteira das atuais Jordânia e Arábia Saudita

Tradicionalmente, os calbitas eram cudas. Calbe, cujo nome significa "cachorro" em árabe, era o pai da tribo. O pai deste último era um certo Uabara e sua mãe era conhecida como Um Alasbu, porque todos os seus filhos receberam o nome de animais selvagens.[a] De acordo com a genealogia árabe tradicional, era descendente do patriarca semi-lendário dos árabes do sul, Himiar, através de sua tribo ancestral, cuda; a última era uma grande confederação com numerosos ramos cujos membros da tribo viviam no extremo norte da Síria, possivelmente já no século IV.

## Período pré-islâmico
Os calbitas eram uma tribo beduína (nômade) conhecida por criar camelos. Nos séculos anteriores ao Islã (pré-século VII), os pastos da tribo estavam no noroeste da Arábia, e a vasta estepe do deserto entre a Síria e Mesopotâmia, a Samaua ou Samauate Calbe,  que consistia essencialmente na parte sul maior do deserto da Síria. Os principais centros calbitas eram os oásis na região mais baixa formada pelo Uádi Sirã no oeste e Jaufe no leste. Seu território era limitado ao norte pelos taitas, seus aliados próximos, e ao sudeste, oeste e leste estavam os gatafanitas, Banu Alcaim e anazas, respectivamente. Seu domínio em Uádi Sirã e Jaufe permitiu a migração de muitos membros da tribo para o norte na Síria. Podem ter chegado à Síria no século IV, embora "informações precisas e certas sobre seu papel" na Síria "no século IV não estejam disponíveis", segundo o historiador Irfan Shahid. Contudo, Shahid diz que era provável que Mavia, uma rainha guerreira de tribos árabes no sul da Síria, fosse calbita. Isso indica que calbitas eram aliados da principal força de Mavia, os tanuquitas, que também descendiam dos cudas. Até então, os acampamentos calbitas abrangiam as estepes entre Palmirena (deserto da Síria) e Tabuque no norte de Hejaz.